# الحضرات الخمسة
الحضرات الخمسة هي مصطلح صوفي، هي مجموعة طقوس للمريدين، يكون على رأسها شيخ عارف بالطريقة.

## الحضرات الخمسة
- حضرة الغيب المطلق: وعالمها عالم الأعيان الثابتة في الحضرة العلمية،
- حضرة الشهادة المطلقة: وعالمها عالم الملك،
- حضرة الغيب المضاف: وهي تنقسم إلى ما يكون أقرب منه الغيب المطلق، وعالمه عالم الأرواح الجبروتية،
- حضرة الملكوتية: أعني عالم العقول والنفوس المجردة، إلى ما يكون أقرب من الشهادة المطلقة، وعالمها عالم المثال، ويسمى بعالم الملكوت
- الحضرة الجامعة للأربعة المذكورة: وعالمها عالم الإنسان الجامع لجميع العوالم وما فيها، فعالم الملك مظهر عالم الملكوت، وهو عالم المثال المطلق، وهو مظهر عالم الجبروت، أي عالم المجردات، وهو مظهر عالم الأعيان الثابتة، وهو مظهر الأسماء الإلهية والحضرة الواحدية، وهي مظهر الحضرة الأحدية.[1][2]